# Ејуп Маћедонци
Ејуп Маћедонци (алб. Ejup Maqedonci; Приштина, 9. мај 1977) албански је официр и пуковник са Косова и Метохије. Од 8. августа 2023. обавља функцију министра одбране Републике Косово. Бивши је припадник терористичке Ослободилачке војске Косова (ОВК).

## Биографија
Рођен је 9. маја 1977. у Приштини, а 1996. преселио се у Швајцарску. Након почетка рата на Косову и Метохији 1998, отишао је у Албанију на војну обуку, а потом се вратио на Косово и Метохију и придружио се редовима терористичке Ослободилачке војске Косова. Служио је у 153. бригади Оперативне зоне Лабско поље.
Након завршетка рата на Косову и Метохији, придружио се Косовском заштитном корпусу, где је водио Батаљон трагања и спасавања до 2009. У новоформиране Косовске безбедносне снаге (КБС) придружио се 2009. Од 2014. до 2019. водио је Бригаду за брзо реаговање у оквиру КБС. Године 2019. именован је за начелника Одељења за операције и обуку у Генералштабу КСБ. Дана 10. јула 2023. повукао из КБС и 8. августа исте године именован је за министра одбране.
Војну обуку је завршио у Албанији, Уједињеном Краљевству, Немачкој, Јапану и САД. Магистрирао је војну уметност и науку на Команди и генералштабном колеџу америчке војске и магистрирао стратешке студије на Ратном колеџу војске САД.
Почасни је грађанин Левенворта. Ожењен је и има три ћерке.